# Bolesław Bisping
Bolesław Bisping herbu własnego (zm. 18 listopada 1785 roku) – marszałek starodubowski, syn Zygmunta, marszałka starodubowskiego i Konstancji z Łazów.

## Biografia

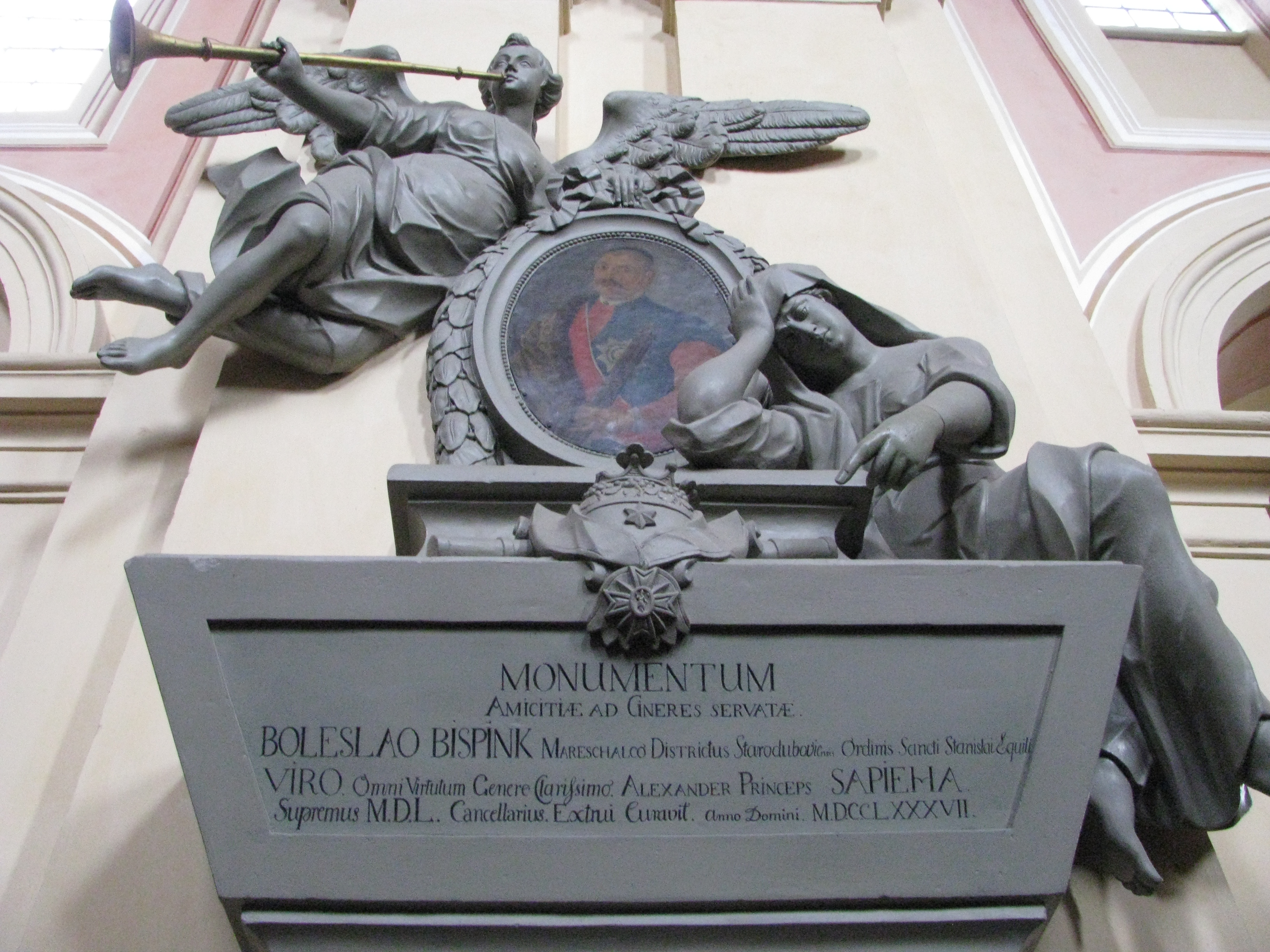
Nagrobek Bolesława Bispinga w kościele św. Trójcy w Różanej ufundowany przez księcia Aleksandra Sapiehę, kanclerza wielkiego litewskiego w 1787 roku

Urodził się w rodzinie o cudzoziemskim rodowodzie przybyłej do Polski w XVI stuleciu, za panowania Stefana Batorego. Założycielem polsko-litewskiej linii Bispingów był przybyły wówczas z Inflant rotmistrz Jan. Według herbarza Seweryna Uruskiego była to rodzina westfalsko-niemiecka, pisząca się pierwotnie von Gallen Bisping. Był synem Zygmunta, marszałka starodubowskiego i jego drugiej żony Konstancji z Łazowych Jelskiej, wdowy po Józefie. Zapewne urodził się w rodzinnym majątku Hołowczycach, w par. Łysków, powiatu wołkowyskiego, który był jego główną siedzibą.
Był jednym z przywódców szlachty starodubowskiej na wygnaniu (tzw. egzulantów), gdyż całe dawne Województwo Smoleńskie już w XVII stuleciu zostało przejęte przez Moskwę, co ostatecznie usankcjonowano to Pokojem Grzymułtowskiego z 6 maja 1686 roku.
Jako podstoli starodubowski poślubił w Łyskowie 17 listopada 1743 roku Różę Katarzynę Adamowiczównę, miecznikównę wołkowyską, córkę Michała i Heleny z Malickich. Wojskim starodubowskim jest już 15 września 1744, zaś chorążym tegoż powiatu został 3 lutego 1749. W 1750 obrany posłem na sejm ekstraordynaryjny, jednak sejm został zerwany nim rozpatrzono sprawy dotyczące egzulantów. Od Michała Antoniego Sapiehy, podkanclerzego litewskiego 17 lutego 1759 bierze w zastawę majątek Bohusławce, wraz ze wsiami Rossochy, Chorowo, Koledycze, Wośnicze, Szydłowszczyzna i Roszkowicze, w Powiecie Słonimskim. Ostatnim urzędem przez niego sprawowanym było marszałkowstwo starodubowskie, które dzierżył przez dwie dekady (od 10 kwietnia 1765). Jeszcze w ostatnim roku życia został uhonorowany przez króla Stanisława Augusta orderem św. Stanisława. Zmarł 18 listopada 1785, a wystawny nagrobek ufundował mu w kościele św. Trójcy w Różanej, kanclerz wielki litewski Aleksander Michał Sapieha.

## Sprawowane urzędy
- podstoli starodubowski 1743
- wojski starodubowski 1744-1749
- chorąży starodubowski 1749-1765
- marszałek starodubowski 1765-1785

## Poseł na Sejm Rzeczypospolitej
- 1750 (Sejm nadzwyczajny) z powiatu starodubowskiego

## Rodzina
Był bratankiem Bolesława Bispinga, wojskiego rzeczyckiego. Matka Konstancja pochodziła z rodu Łazowych herbu Lubicz i była zapewne wojszczanką grodzieńską, córką Tomasza Władysława Łazowego. Z jego rodzeństwa siostra Helena, poślubiła Władysława Bychowca, podczaszego mińskiego (późniejszego sędziego ziemskiego wołkowyskiego). Z małżeństwa z Różą Adamowiczówną miał synów Jana Tadeusza, kasztelana starodubowskiego, Józefa, stolnika starodubowskiego, oraz Michała (zm. 1769 r.) a także córkę Brygidę ożenioną z Benedyktem Buchowieckim, podczaszym brzeskim.

## Varia
- Wśród potomków Bolesław pozostał w anegdocie rodzinnej, którą tak w pamiętnikach przedstawia Natalia Kicka:

"W jednym z pokoi matki mojej wisiały dwa obrazy. Z ram pierwszego portretu wyglądał wizerunek Bolesława Bispinga, z ogoloną jak kolano głową, sumiastym wąsem. Wyraz jego surowej twarzy, zgodny był z wyglądem ubioru. Nosił się w kontuszu i żupanie, trzymał laskę marszałkowską w jednym ręku. Żonę swoją, Rozalię, z domu Adamowiczównę kochał szalenie, bo też była z wyglądu i usposobienia nie bardzo podobna do męża, elegancka strojnisia. Według znajdującego się w Hołowczycach portretu, uśmiechnięta na twarzy, utrefiona i upudrowana, jak dama należąca do dworu królów francuskich. Miała włosy przepięte różyczką, koronkami obszyty robron, a płaszcz aksamitny, gronostajami podbity z jej ramion spływał.
Patrząc z uśmiechem na te dwa portrety, mój ojciec zwykł mi opowiadać, że raz nudziła się ta piękna pani w Hołowczycach. Szyper Bolesława Bispinga miał właśnie na ten czas odpłynąć z wicinami do Królewca z wielkim transportem zboża. Zaczęła się napierać piękna pani, aby jej mąż pozwolił pojechać do Królewca… Nie potrafił się oprzeć Bolesław Bisping pieszczotom jejmości. Wyrwała się z objęć męża, pojechała.
W Królewcu bawiła, jak umiała, kilka tysięcy złotych zmarnowała; kapało jej złoto ze wszystkich palców u rąk. Całoroczna intrata poszła na stroje, manele etc., a tymczasem czekając niecierpliwie powrotu jejmości, Bolesław Bisping wąsa podkręcał, polował bez szczęścia, zżymał się, gniewał, wzdychał, ledwie nie płakał. Jak tylko dano znać, że już nadjeżdża, wyszedł na jej spotkanie, sam ją z kolebki wyniósł, a jak mu na powitanie uśmiechając się ślicznie powiedziała: Przywiozłam jegomości żupan i kontusz i pas lity – serce mu zmiękło, drobne rączęta ucałował, upieścił, a o stracie pieniężnej nigdy już między nimi mowy nie było."